# Storia dell'omosessualità in Italia

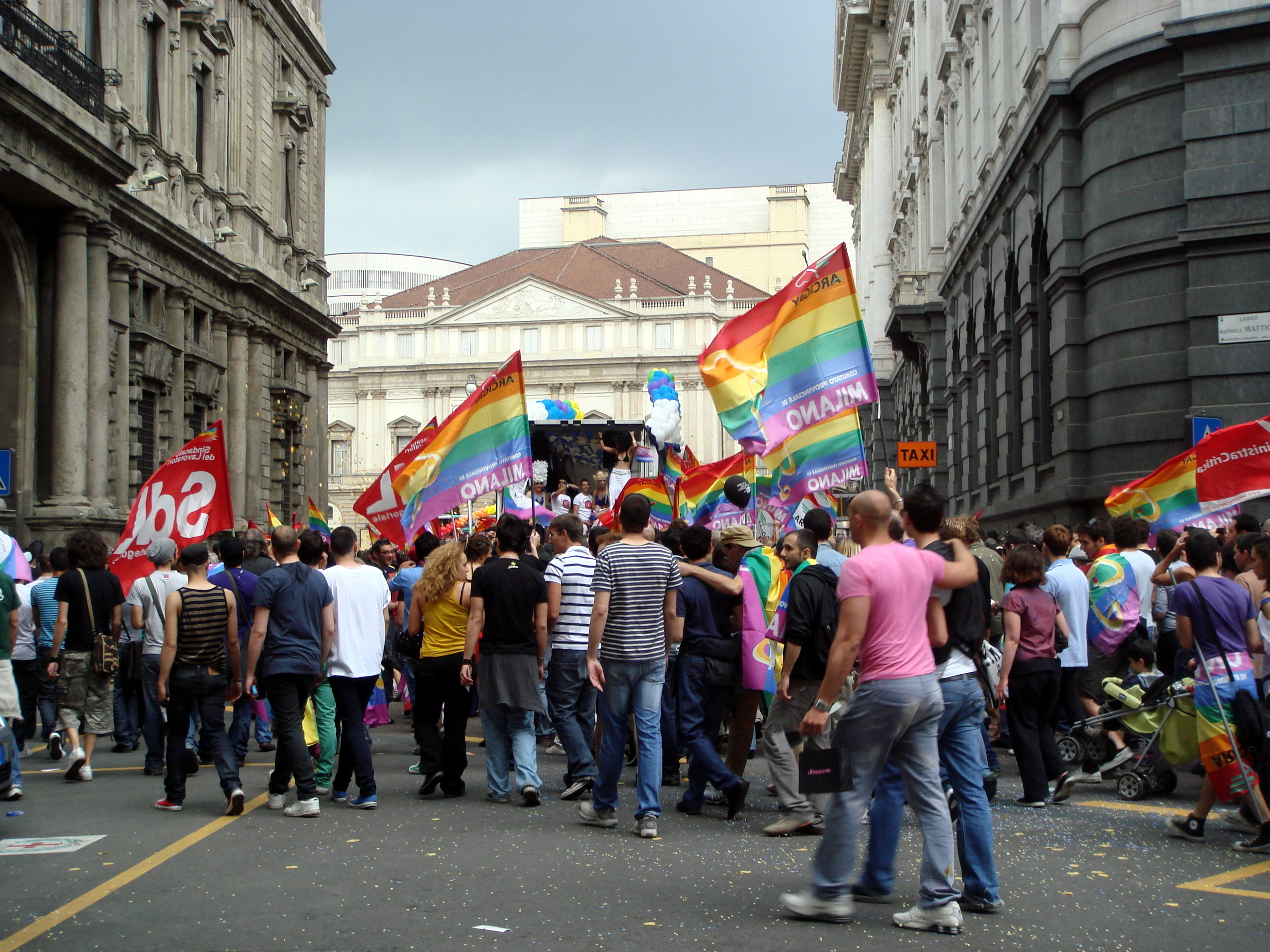
Un gruppo di manifestanti fotografato durante il Gay Pride di Milano del 2008

La storia dell'omosessualità in Italia risale alla più remota antichità; tra le più arcaiche testimonianze di erotismo omosessuale nell'arte occidentale vi sono alcune incisioni su roccia rinvenute in Sicilia.
Ad Addaura, una frazione marinara di Palermo in Sicilia, l'incisione raffigura un gruppo di persone che ballano intorno a due uomini, entrambi con vistosa erezione, con tutta probabilità indicante un rituale di omoerotismo.
La Tomba dei Tori, risalente ad almeno il 530 a.C. e rinvenuta nel 1892 nella Necropoli dei Monterozzi vicino a Tarquinia, presenta uno dei primissimi esempi di arte etrusca sull'omosessualità; raffigura sulla destra un grande toro col volto umano di Acheloo dotato di simbolismo fallico in avvicinamento a due uomini che stanno chiaramente intrattenendo un rapporto sessuale. Questa rappresentazione è l'unica pittura dell'arte parietale raffigurante una scena che deriva dalla mitologia greca; sotto il fregio si distinguono difatti anche Achille e Troilo e sembra pertanto essere stata utilizzata la leggenda della bisessualità dell'eroe degli Achei per dimostrare che, tra gli antichi Greci, l'amore tra persone dello stesso sesso era un fatto alquanto comune ed ordinario.
Un altro esempio importante è dato dalla Tomba del tuffatore a Paestum e risalente al 470 a.C., in particolare la scena dipinta del Simposio.

## Antichità

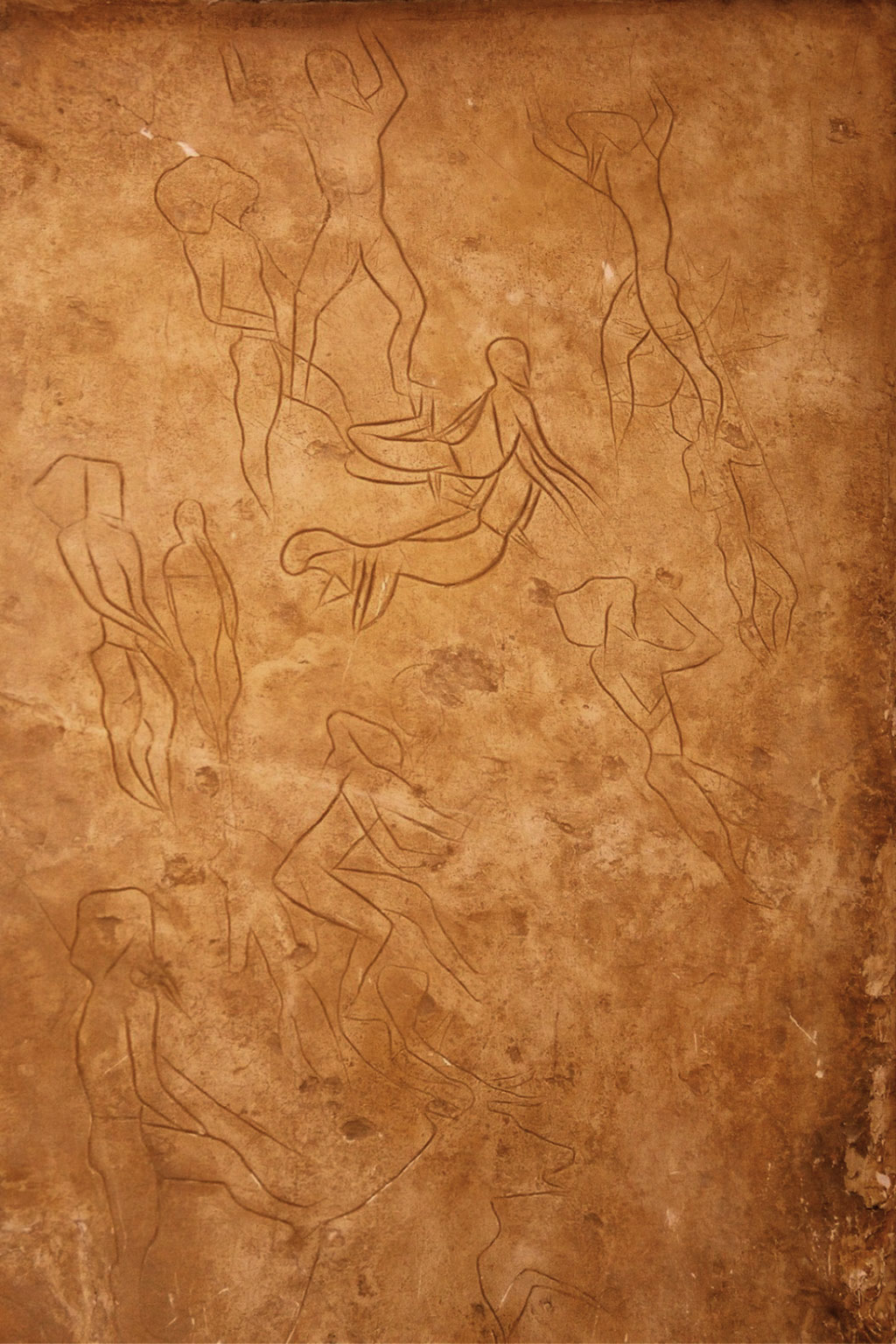
Graffiti preistorici nella Grotta dell'Addaura raffiguranti un rituale di omoerotismo

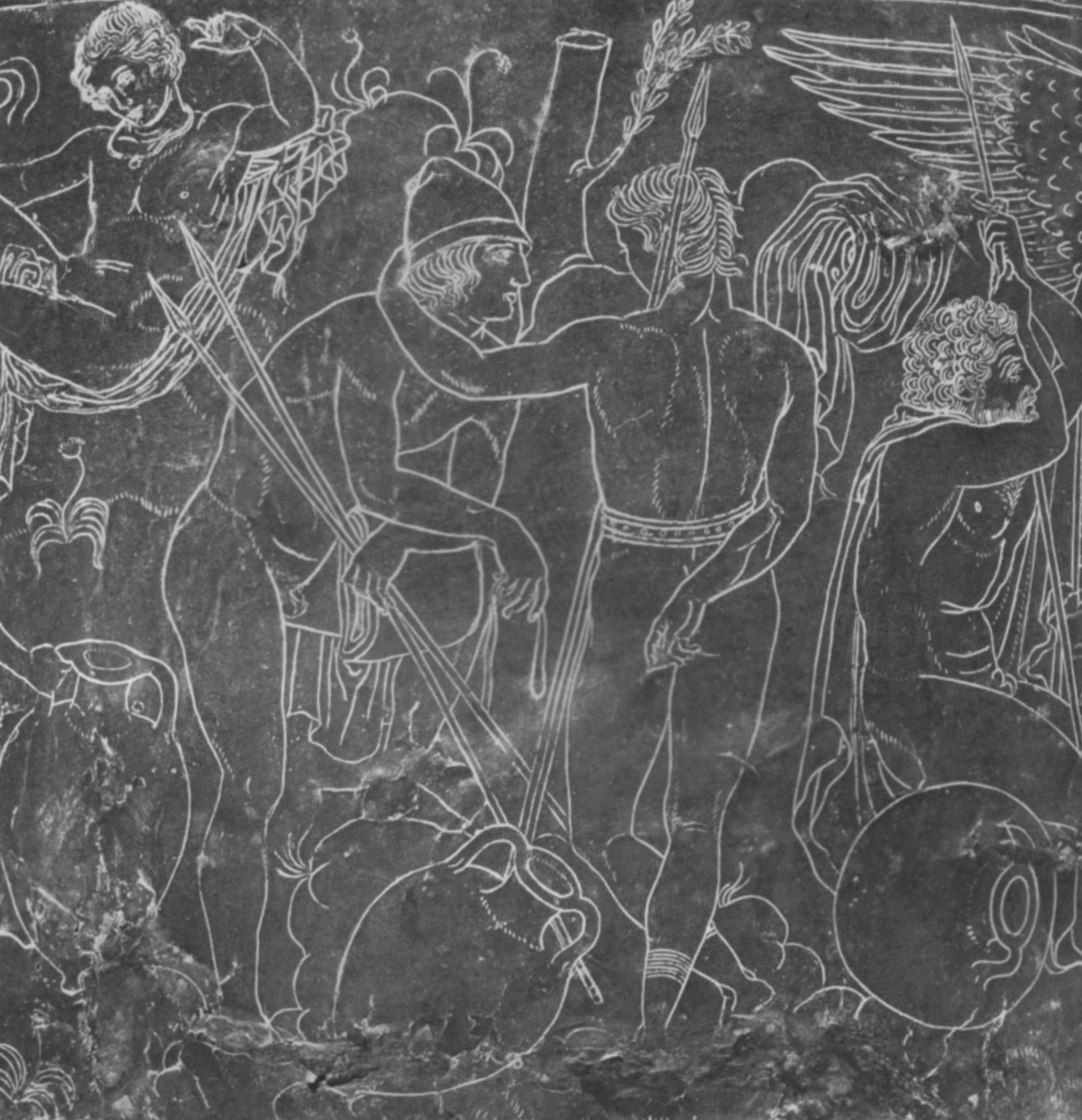
"Cista Ficoroni", dettaglio con due argonauti in atteggiamento affettuoso: la presenza di idrie (recipienti per l'acqua) suggerisce di identificarli come Eracle ed Ila.

### Magna Grecia
A partire dall'VIII secolo a.C. e fino all'invasione e conquista romana della Grecia (146 a.C.), i popoli dell'antica Grecia hanno creato un'assai ricca e fiorente civiltà in Italia meridionale, denominata "Magna Grecia". L'area è stata completamente integrata nella cultura e civiltà greca.

La forma socialmente più accettabile di omosessualità presente nelle polis Greche è stata la pederastia, che consisteva nel rapporto d'amore tra un uomo adulto di condizione libera e spesso di alta estrazione sociale, chiamato erastès, e un adolescente tra i dodici e i diciassette anni o talvolta leggermente superiori, detto eromenos. La relazione sarebbe servita principalmente come iniziazione e rito di passaggio del giovane alla realtà della vita adulta; l'erastes era responsabile per l'istruzione e della formazione del ragazzo come un buon cittadino: il rapporto di solito si concludeva con la comparsa della prima barba, Anthos, situazione in cui cessava di essere considerato attraente per l'uomo più grande.
Ci furono però anche delle rilevanti e notevoli eccezioni, ed il caso è stato chiamato philoboupais, dove l'eromenos manteneva tutte le sue grazie e quindi continuava ad interessare attivamente l'erastes; ma nella generalità dei casi l'eromenos, dopo essere cresciuto ed entrato a far parte del mondo adulto attraverso il suo ingresso nelle forze militari, poteva a sua volta diventare erastes e quindi cercarsi un ragazzo da amare ed educare. Questa attività pederastica non escludeva la possibilità di avere una moglie e dei figli, o anche intrattenere rapporti con le etere; ma l'amore romantico, come è prettamente inteso oggi, è stato riservato alle relazioni sentimentali tra gli uomini e i ragazzi.

L'omosessualità, sia tra gli adulti che come rapporto pederastico, è relativamente comune nella letteratura greca. La storia di Achille e Patroclo così com'è presentata nell'Iliade, una delle più antiche e fondamentali opere letterarie della grecità, è stata variamente interpretata sia nei tempi antichi che in quelli moderni come un amore omosessuale, o quantomeno come fortissima amicizia romantica tutta al maschile. Nel poema epico tradizionalmente attribuito ad Omero appare anche la descrizione della scena del rapimento di Ganimede, il bellissimo principe del popolo dei troiani di cui s'era perdutamente innamorato il re degli dèi Zeus; mentre nell'Odissea si narra del forte rapporto d'amicizia instauratosi tra Telemaco e Pisistrato di Pilo i quali finiscono per ben due volte con il dormire nello stesso letto.
Esiodo, Archiloco, Alceo, Teognide, Anacreonte, Pindaro e la maggior parte dei poeti greci classici parlano nelle loro opere diffusamente e normalmente di pederastia. È ben nota la spiegazione dell'omosessualità che dà Aristofane nel dialogo Simposio di Platone; con l'avanzare della senilità però Platone divenne sempre più ostile alla pederastia ma anche all'omosessualità in genere, giungendo a definirla come "innaturale", questo in perfetto accordo con gli autori giudaico-cristiani i quali utilizzarono in seguito per la loro condanna proprio il ragionamento del filosofo ateniese. Aristotele distingue tra due tipi di omosessualità: quella innata e quella acquisita, quest'ultima solitamente causata da abusi sessuali subiti in gioventù. La medicina greca tende a considerare l'omosessualità come parte integrante del carattere della persona. Pitagora ha fondato nel 530 a.C., a Crotone una delle prime scuole di filosofia greca basantesi esplicitamente sui rapporti pederastici.
L'atteggiamento dei Greci nei confronti della sessualità è stata definita da tre punti o fattori fondamentali: la distinzione primaria era quella tra attività, poion ho e passività, paschon ho, non quindi tra omosessualità ed eterosessualità; gli atteggiamenti cambiavano inoltre anche a seconda della classe sociale di appartenenza; gli unici autorizzati a seguire il proprio piacere sessuale al di fuori del matrimonio erano gli uomini liberi, ossia i cittadini con tutti i diritti civili. In generale, le donne e i bambini sono sempre state considerate inferiori e gli uomini con vistosa effeminatezza venivano trattati con disprezzo e derisione, come ben testimoniano le commedie di Aristofane.
Assai scarne sono le informazioni sull'atteggiamento tenuto verso il lesbismo, ma grazie alle notizie che esistono sulla vita della poetessa Saffo di Lesbo la quale trascorse molto tempo in esilio a Siracusa, in Sicilia, si ritiene che avrebbe potuto esistere una forma di "pederastia al femminile" del tutto simile all'istituzione maschile.

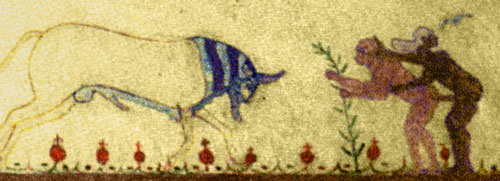
Affresco etrusco della Tomba dei Tori nella Necropoli dei Monterozzi.

### Gli Etruschi
Gli Etruschi hanno dominato la parte centrale della penisola italiana tra il VI e il III secolo a.C. Si crede che la loro civiltà sia stata fortemente influenzata dagli antichi greci, ed è anche considerata come esser parte della civiltà classica, sia nell'arte sia nella cultura. Questa popolazione ha lasciato poche testimonianze scritte, quindi non c'è troppa informazione per quanto riguarda il suo pensiero e la realtà effettiva delle sue istituzioni sociali. D'altra parte, sono sopravvissute numerose opere d'arte, tra cui alcuni con motivi omoerotici.
La più antica è un affresco del 540 a.C. circa rinvenuto all'interno di una tomba di Tarquinia, una delle più importanti città etrusche, la cosiddetta Tomba dei Tori nella Necropoli dei Monterozzi; non è del tutto chiaro ciò che rappresenti la scena nel suo insieme, ma si può vedere con chiarezza un uomo eseguire un atto di sesso anale con un altro uomo: altri affreschi presenti nelle tombe etrusche rappresentano simposi in stile greco con uomini seminudi e nudi in reciproci gesti intimi. Rappresentazioni di uomini nudi sono numerosi in tutta l'arte etrusca, sia nei vasi sia nel rovescio degli specchi, seguendo il modello greco; a tal riguardo ad esempio in una cista, quella cosiddetta Ficoroni, databile all'incirca al 400 a.C. vengono raffigurati uomini nudi in diciassette diverse pose.
Ci sono anche alcune rappresentazioni di scene omosessuali riprese dalla mitologia greca, come il rapimento di Crisippo da parte di Laio di Tebe, il futuro padre di Edipo.

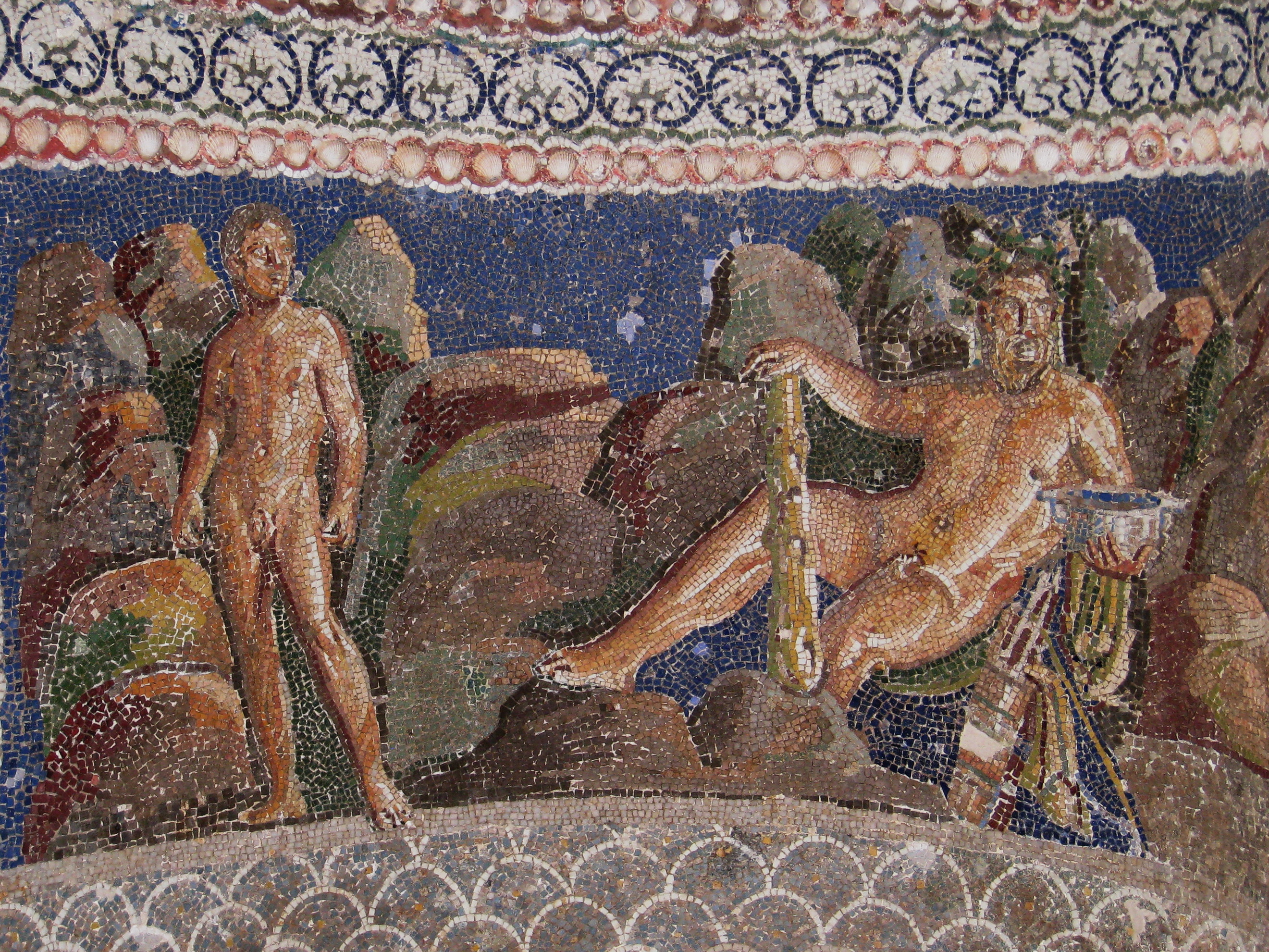
Iolao ed Eracle in un mosaico romano.

### I Romani
La sessualità nell'antica Roma era sottoposta a ferree regole disciplinari relative allo status sociale il quale risultava alla fine essere molto più importante del sesso biologico effettivo del partner; così, gli uomini potevano penetrare sessualmente giovani schiavi, eunuchi, prostituti nello stesso modo in cui accadeva con le loro mogli, concubine, schiave o prostitute. Tuttavia, nessun cittadino romano di reputazione intatta avrebbe mai dovuto avere rapporti sessuali con un altro cittadino, e non lasciare quindi che un altro uomo lo penetrasse, indipendentemente dall'età o dallo status.

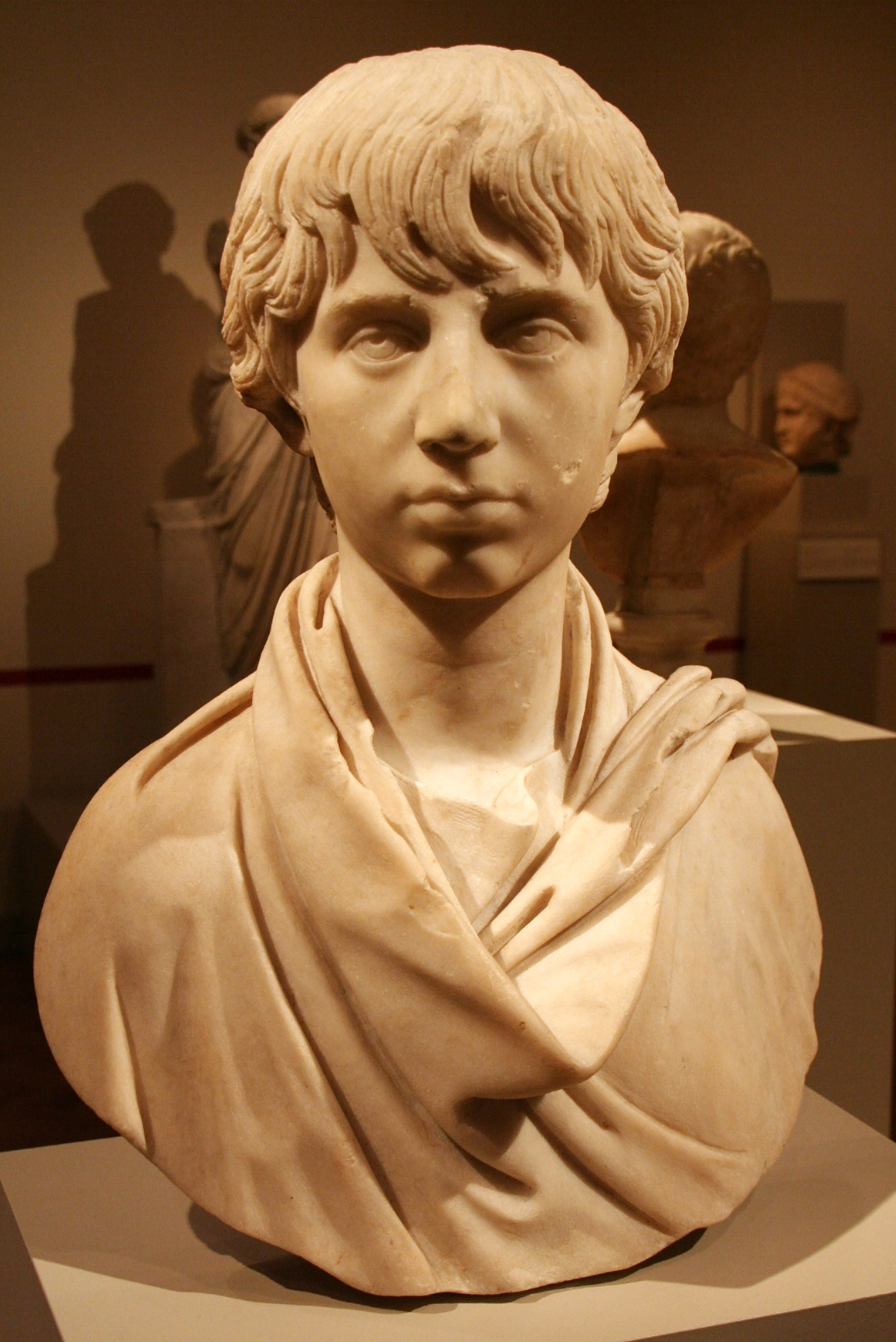
Busto di Polideuce, il ragazzo amato e portato in apoteosi dopo la morte prematura da Erode Attico (II secolo), esattamente come fece Adriano con Antinoo.

Vi era pertanto una rigida distinzione tra omosessuali attivi o, per meglio dire, bisessuali (che a volte dormivano con le donne e talvolta con gli uomini) e passività, che è stata sempre vista come servile e carattere dell'effeminato. Questa morale sessuale è stata utilizzata per esempio contro Gaio Giulio Cesare, la cui presunta relazione avuta in gioventù con il sovrano Nicomede IV del regno di Bitinia fu sulla bocca di tutta Roma. In generale, nell'Impero romano si era stabilito una forma di pederastia inizialmente molto simile a quella praticata dai Greci.

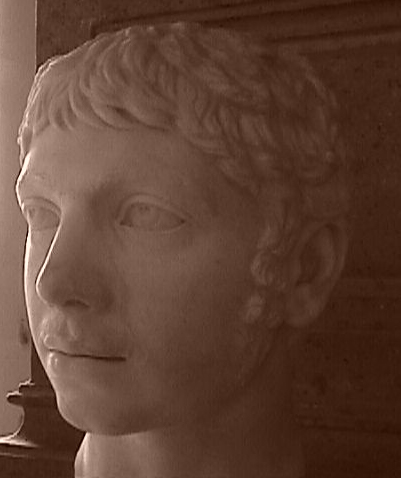
Eliogabalo, il giovanissimo imperatore romano transgender del III secolo.

Il lesbismo era anche noto, tanto nella sua forma "saffica", vale a dire tra le donne femminili che hanno condiviso un'intimità sessuale con le ragazze adolescenti (una sorta di pederastia femminile), quanto come tribadismo, in cui le donne hanno impersonato un ruolo maggiormente virile con uno sguardo rivolto alle attività maschili, tra cui i combattimenti, la caccia e il rapporto con le donne.
Il verde è stato per secoli un codice per gli omosessuali; gli uomini effeminati sono stati chiamati galbinati (verdastri) proprio per la loro presunta predilezione nei confronti di questo colore.

#### L'arrivo del cristianesimo
La morale romana cominciò velocemente a cambiare nel corso del IV secolo, anche per influenza del nascente cristianesimo; l'autore di storiografia romana Ammiano Marcellino aveva aspramente criticato i costumi sessuali dei Taifali, una tribù barbara che si trovava insediata nella regione tra i Carpazi e il Mar Nero e che praticava la pederastia in stile greco. Nel 342 gli imperatori Costantino I e Costanzo introdussero a tal proposito una legge per punire l'omosessualità passiva, possibilmente con la castrazione, legislazione che è stata ampliata nel 390 da Teodosio, riservando la morte sul rogo per tutti gli omosessuali passivi che lavorano all'interno dei bordelli maschili. Nel 438 la legge è stata estesa a tutti gli omosessuali passivi e nel 533 l'imperatore bizantino Giustiniano I ha punito ogni atto omosessuale con la castrazione e la legge che precedeva la pena di morte sul rogo è stata rafforzata nel 559.
Furono essenzialmente tre le ragioni di questo cambiamento di atteggiamento. Procopio, storico corte di Giustiniano, considerò il fatto che la legge anti-omosessuali era politicamente motivata, in quanto ha permesso all'imperatore di eliminare molti suoi nemici politici ed incamerarne le loro proprietà, mentre non ha molta efficacia per rimuovere l'omosessualità fra la gente del popolo. Il secondo motivo e forse quello più convincente, sarebbe che l'estensione della religione cristiana all'interno della società romana stava assumendo sempre più importanza, fino a quando non assurse a nuovo paradigma morale per la popolazione, con il sesso che doveva essere utilizzato esclusivamente per la riproduzione. Colin Spencer nel suo libro Homosexuality. A History avanza la possibilità che un senso di auto-protezione della società romana dopo aver subito un'epidemia (come la peste, per esempio) abbia aumentato la pressione sugli individui riproduttivi. Questo fenomeno potrebbe essere combinato anche con l'estensione della filosofia rifacentesi allo stoicismo in tutto l'Impero romano.
Fino al 313 ci fu una dottrina comune nel cristianesimo sugli atti omosessuali, ma soprattutto San Paolo aveva criticato l'omosessualità come innaturale: «E allo stesso modo anche gli uomini, lasciando il rapporto naturale con la donna, sono accesi di passione gli uni con gli altri, uomini indecenti con gli uomini e che ricevono in se stessi la ricompensa del proprio traviamento» (Lettera ai Romani 1:27).

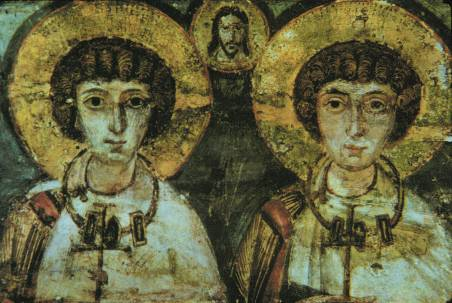
I santi Sergio e Bacco.

A poco a poco i Padri della Chiesa crearono un corpus letterario in cui viene condannata l'omosessualità e il sesso in generale, nel modo più assoluto, combattendo una pratica comune nella società del tempo, tra cui la Chiesa primitiva. Inoltre l'omosessualità è stata inoltre presto identificata anche con l'eresia, non solo a causa delle abitudini inerenti al paganesimo, ma anche perché i rituali di alcune sette dello gnosticismo o del manicheismo, secondo Agostino d'Ippona, praticavano riti omosessuali.

## Il Medioevo
Nel 1233 papa Gregorio IX stabilì la Santa Inquisizione la quale, mentre la missione principale era quella di assicurare l'ortodossia religiosa, continuò ad imporre fermamente la morale cristiana in materia sessuale, in cui l'eresia e la sodomia erano ancora considerate molto prossime. Nei primi anni del XIII secolo si formarono in Italia confraternite di uomini pii che hanno aiutato l'Inquisizione nel loro lavoro; una di esse, la Società di Maria Immacolata, venne nominata nel 1260 responsabile per la persecuzione dei sodomiti dalle leggi della città di Bologna. Nel 1242 gli statuti di Perugia nominarono 40 uomini come responsabili della persecuzione dei sodomiti, otto per ognuno dei cinque distretti cittadini.
Così, a partire dagli anni '30 del '200 trionfò una più severa e stretta morale, contro il gioco d'azzardo, l'ubriachezza, la prostituzione, l'aborto e per l'appunto la sodomia. La prima città ad introdurre la pena di morte per sodomia risultò essere Bologna, un feudo papale, nel 1259; seguita da Padova e Bassano del Grappa nel 1329, Roma nel 1363, Cremona nel 1387, Lodi nel 1390, Carpi nel 1494 e Genova nel 1556. La maggior parte delle città condannava i colpevoli del reato sodomitico alla morte sul rogo; meno utilizzata era la castrazione forzata o il subire una pena pecuniaria. Non è noto in che misura siano state applicate queste leggi, a causa della mancanza di documentazione e di studio approfondito.
Durante il Medioevo furono in ogni caso presenti alcuni elementi di omoerotismo nella letteratura, anche se il più delle volte la sodomia venne menzionata con l'intento di condannarla fermamente; tra i primi possiamo citare il poema Veneris o admirabile, scritto da un chierico nell'XI secolo e alcune opere di Brunetto Latini, Rustico Filippi e Guido Cavalcanti durante il XIII secolo: invece tra i più zelanti in quest'opera di persecuzione vi fu certamente san Pier Damiani col suo Liber Gomorrhianus.
Una delle indicazioni più sorprendenti nei riguardi dei sodomiti è quella resa da Dante Alighieri nella sua Divina Commedia. Nei canti XV e XVI dell'Inferno i sodomiti compaiono nel settimo cerchio tra quelli che offendono Dio; qui al poeta fiorentino capita di riconoscere tra questi turpi peccatori alcuni tra i suoi più cari amici personali, primo fra tutti il suo maestro Ser Brunetto Latini. Al contrario, nel Purgatorio (Canto XXVI) la sodomia appare tra i peccati di lussuria (l'abbandono al piacere sessuale), il meno grave dei sette peccati o vizi capitali.

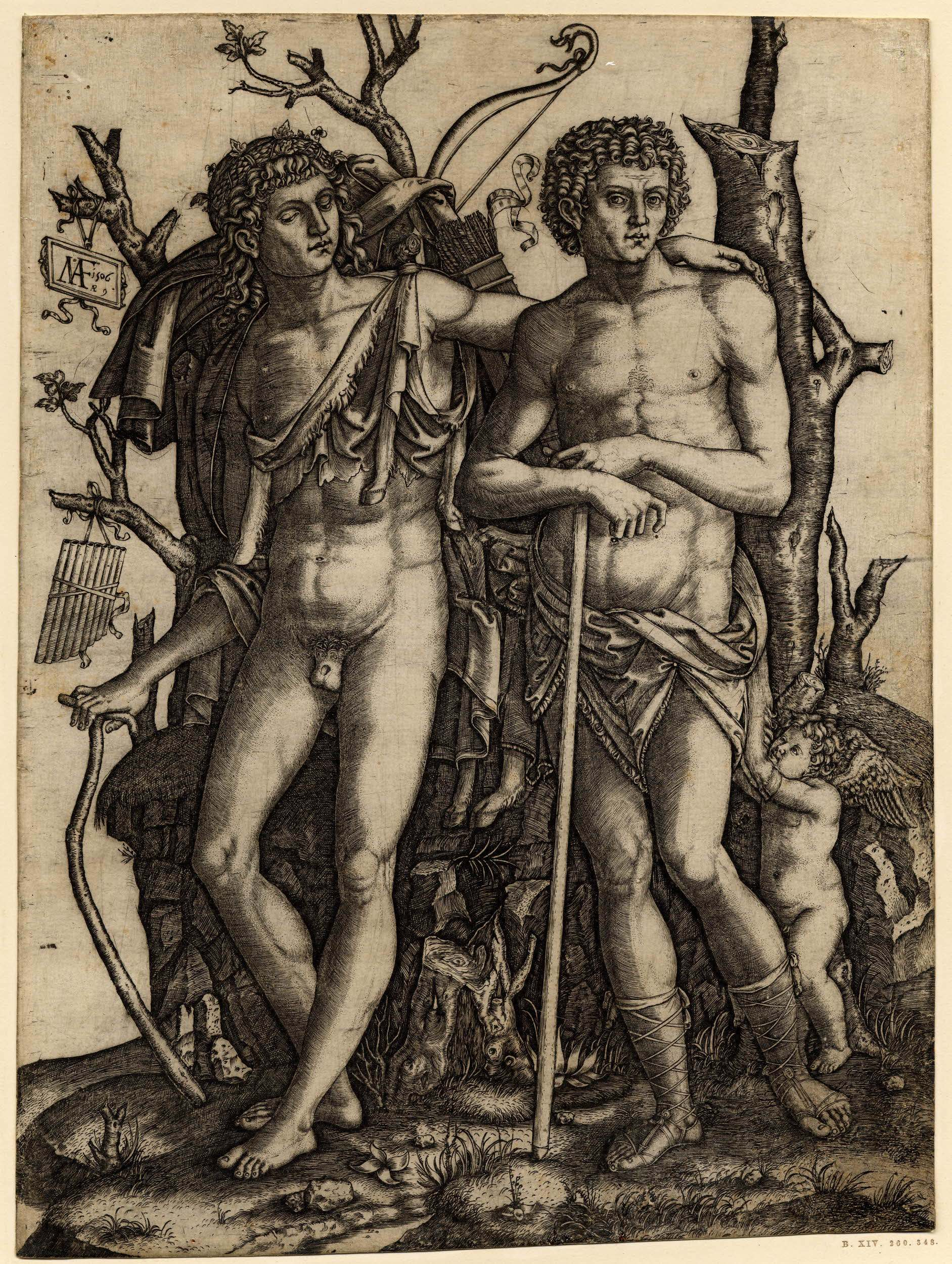
Il dio Apollo in compagnia del suo giovane amante Giacinto e di Cupido, di Marcantonio Raimondi.

## Il Rinascimento
Con il Rinascimento italiano, così come accadde anche nel resto d'Europa, si assiste, paradossalmente, da un lato alla riscoperta dell'arte classica greca e romana, che portò ad una reviviscenza dell'"amore greco" (influenzando notevolmente tutte le arti italiane), dall'altro lato alla repressione organizzata della sodomia ad un livello mai visto prima.
La maggior parte degli incontri sessuali venivano tenuti discretamente all'interno di case private. Non di rado chi deteneva il potere e la posizione sociale più elevata poteva utilizzare il proprio rango per ottenere favori sessuali. In altri casi, il rapporto tra un anziano e un uomo più giovane era basato su sentimenti comuni, che spesso superavano le differenze sociali. La maggior parte dei sodomiti erano sposati, impiegando in molti casi il matrimonio con una donna come uno schermo di protezione. Gli incontri con altri uomini sarebbero stati per lo più casuali e irregolari.
Ma vi sono anche alcune indicazioni sull'esistenza di raggruppamenti più o meno organizzati di omosessuali i quali con il pretesto di creare associazioni di interesse comune potevano dare una maggior libera espressione ai loro sentimenti omoerotici, a condizione che ci si presentasse perfettamente in linea con il dogma cristiano e a favore del governo di turno. Artisti e pittori del Rinascimento, sia sposati che celibi spesso si ritrovavano a vivere in una struttura ed ambiente ampiamente intriso di omosocialità, in cui l'insegnante accoglieva sotto il proprio tetto un certo numero di giovani discepoli. L'insegnante e gli studenti nel suo "laboratorio di lavoro" condividevano in tal modo la vita familiare e partecipavano a quasi tutte le faccende domestiche, finendo col dormire in grandi letti in comune.
Questo tipo di struttura organizzativa, in cui il favorito non era necessariamente quello che si dimostrava essere il più talentuoso, veniva perpetuata nel tempo, quando uno dei discepoli ereditava il negozio del maestro, raccogliendone così la conoscenza e lo stile acquisiti e formando a seguire un nuovo gruppo di discepoli intorno a lui. Questo sistema, che idealmente avrebbe potuto allungarsi all'infinito, di solito è sopravvissuto solo per pochi passaggi generazionali maestro-discepolo. A Firenze è possibile nominare i seguenti esempi: Lorenzo Ghiberti-Donatello-Bertoldo di Giovanni; Filippo Lippi-Sandro Botticelli- Filippino Lippi; Andrea del Verrocchio-Leonardo da Vinci-Salai.

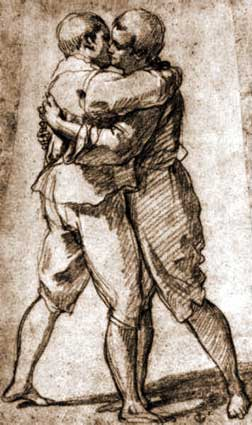
"Due uomini fiorentini", di Bartolomeo Cesi (intorno al 1600).

Al di fuori dell'ambiente più prettamente artistico è possibile nominare i gruppi dell'accademia neoplatonica educati oltre che a Firenze, anche a Roma e a Venezia; il più famoso di essi è stato proprio quello fiorentino i cui fondatori, gli amici intimi Marsilio Ficino e Giovanni Pico della Mirandola, s'innalzano a vicenda in nome dell'"amor divino". Anche l'Accademia Romana, riuniti attorno a Giulio Pomponio Leto, della bellezza maschile ha fatto uno dei suoi più alti ideali. L'Accademia fu sciolta quando due nobili veneziani si lamentarono apertamente davanti a Leto, che aveva scritto lettere d'amore rivolte ai loro rispettivi figli.
Diversi membri dell'Accademia non sono sopravvissuti alla tortura e alla prigionia, che si è conclusa solo con la morte di Papa Paolo II e l'ascesa al soglio pontificio di Papa Sisto IV. Il nuovo papa liberato non solo liberò i prigionieri, ma li elevò a posizioni importanti; Pomponio e i suoi amici poterono tornare così a scrivere libri di lode in onore della bellezza virile; uno dei più famosi è quello dedicato al "più giovane e bello di Roma" Alessandro Cinuzzi, morto all'età di 16 anni.
A differenza di quanto accadde per quella femminile, la prostituzione maschile fu perseguita per legge. Eppure, era relativamente diffusa nelle città italiane, anche se è difficile distinguere tra il servizio regolare eseguito come professione, l'opera di volontariato gratuita e quella subita sotto minaccia. Ad esempio, non era raro per i ragazzi, (i fanciulli), agghindarsi o addirittura truccarsi per rendersi più attraenti oltre che vantarsi delle proprie conquiste, come critica severamente Bernardino da Siena a Firenze nel XV secolo. A Venezia vennero approvate numerose leggi contro questi giovani prostituti, che furono puniti con estrema brutalità, con frustate o il taglio del naso per i bambini fino a dieci anni.
I ragazzi che vendevano le loro grazie al miglior offerente erano soprannomi con epiteti osceni come "Sterconus" (da stercora, "feci"), "Lentullus mollis" (da lentus, "flessibile, mite o soave", lentulo-resistente e mollis, "molle, tenero") o "Cornutus". A Roma fece scalpore dando notizia di sé "Barbara ispanica", un travestito moro che fu arrestato in compagnia di una cortigiana; finì bruciato sul rogo, dopo un rito particolarmente crudele.

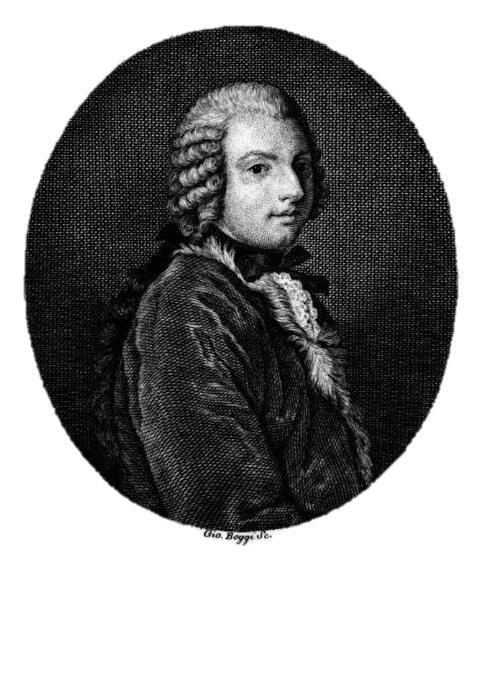
Lo scrittore illuminista italiano Francesco Algarotti; amato dal re Federico II di Prussia il quale, alla sua morte, gli eresse un monumento imponente nel cimitero di Pisa.

## I secoli XVII e XVIII
Non vi sono molte informazioni circa l'omosessualità in Italia nei secoli XVII e XVIII e quelle esistenti sono assai frammentarie, soprattutto a causa della censura e della mancanza di volontà di studio nei riguardi dell'argomento o anche solo introdurre questo aspetto da parte di molti storici. Per esempio tra i letterati si possono citare solo Francesco Algarotti amante di Federico II di Prussia.
La Sodomia rimase un delitto e continuò ad esser sottoposta ad ondate di persecuzioni nel corso dei decenni nelle varie regioni e città. Un esempio è il caso di Giuseppe Beccarelli la cui condanna per eresia fu accresciuta da quella per sodomia portandolo al carcere a vita. Il movimento settecentesco dell'Illuminismo portò anche in Italia alla discussione sulla depenalizzazione del reato sodomitico; per fare un esempio si può citare il noto libro del giurista Cesare Beccaria, Dei delitti e delle pene (1746), ma si può supporre possa questo esser stato solamente la punta dell'iceberg di un dibattito più generale. Con il passare del tempo la pena di morte per sodomia spariva dalle condanne giudiziarie; sembra che in questo periodo sia sorto quel modello, cosiddetto di "tolleranza repressiva", che più tardi sarebbe diventato generale espandendosi in tutto il paese.

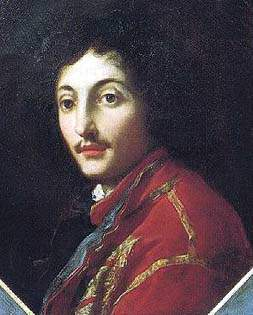
Ritratto di Giuliano Dami, aiutante di camera dell'ultimo Granduca di Toscana Gian Gastone de' Medici e reclutatore di ragazzini (denominati "ruspanti") per i loro festini omosessuali.

Un caso studiato in dettaglio da Judith Brown è stato quello concernente la badessa Benedetta Carlini (1591-1661), che visse epifanie mistiche durante i rapporti sessuali avuti con la consorella Bartolomea. Dopo la sua scoperta, è stata tenuta in stato d'arresto per i restanti 35 anni della sua vita. Un altro caso noto è quello di Gian Gastone de' Medici (1671-1737), l'ultimo Granduca di Toscana appartenente alla celebre famiglia Medici di Firenze; era sua abitudine fare orge con giovani prostituti reclutati per lui da Giuliano Dami tra le classi inferiori del popolo minuto, in cambio di una rendita.

## Tra il XIX e l'inizio del XX secolo
Dopo la creazione del Regno d'Italia nel 1861, il codice penale sabaudo divenne la nuova legislazione nazionale. La maggior parte degli Stati italiani aveva eliminato la sodomia dai reati perseguibili sotto l'influenza del codice napoleonico, ma il Regno di Sardegna costituì essere un'eccezione a tal riguardo, quindi per la maggior parte degli "atti sessuali contro natura" commessi nel Paese divenne ancora una volta un crimine per altri tre decenni, fatta eccezione per il sud, l'ex Regno delle Due Sicilie, dove la legge repressiva non è stata mai applicata. La legislazione contro la sodomia era rappresentata dall'articolo 425 del codice penale, che puniva con la prigione e il lavoro forzato i colpevoli; venne annullato definitivamente nel 1889. Nello stesso anno, il 30 giugno il nuovo codice penale unificato d'Italia, denominato "Codice Zanardelli" non includeva più la sodomia come illecito penale.
Durante la fine del XIX e l'inizio del XX secolo, l'Italia divenne il rifugio degli intellettuali omosessuali provenienti dai paesi dell'Europa settentrionale - Gran Bretagna in primis - e dell'America del Nord. Gay e lesbiche furono attratti innanzi tutto da una mitica bisessualità mediterranea e dall'apparente disponibilità dei giovani italiani di relazionarsi con il signore "eccentrico" di origini straniere, come veniva spesso chiamato l'uomo omosessuale.
I giovani uomini e i ragazzi adolescenti di quasi tutte le città italiane offrivano l'occasione ai turisti stranieri di intrattenere incontri intimi, di solito in cambio di favori, regali o denaro, così come facevano da parte loro anche i contadini altoatesini i quali giungevano ad offrire tariffe speciali fuori stagione. Come nel resto d'Europa e negli Stati Uniti, i soldati molto spesso si offrivano in cambio di denaro o regali. Anche i gondolieri di Venezia hanno avuto una lunga tradizione di prostituzione maschile praticata per integrare il loro misero reddito durante la stagione invernale, anche se un rigoroso codice di condotta permetteva loro di avere sempre ed esclusivamente il ruolo sessuale attivo con gli uomini.
Questo fenomeno, che era anche esteso a sud del Mediterraneo, nelle terre arabe del Marocco e della Tunisia è stato rafforzato in Italia dalla libertà da una legislazione contro l'omosessualità. Scrittori come Oscar Wilde, William Somerset Maugham, il membro dell'aristocrazia francese Jacques d'Adelswärd-Fersen, Axel Munthe, E. M. Forster, Henry James, Norman Douglas, Romaine Brooks e Natalie Clifford Barney tra gli altri trascorsero lunghi periodi di vacanza a Roma o nell'Italia meridionale sulla costa fra Taormina in Sicilia e l'Isola di Capri sul golfo di Napoli.
A Roma durante quel periodo si trovava inoltre pure una colonia di artiste lesbiche a cui appartenevano Emma Stebbins e la sua protettrice e compagna di vita di Charlotte Cushman, assieme a Mary Edmonia Lewis, Harriet Hosmer e Anne Whitney. A questa fama di libertà e facile possibilità d'incontri omosessuali in Italia contribuirono non poco le immagini del barone tedesco Wilhelm von Gloeden (il creatore del nudo maschile in fotografia), del cugino Wilhelm von Plüschow, eppoi di Vincenzo Galdi, Frederick Rolfe e Gaetano D'Agata le cui cartoline artistiche raffiguranti giovani ragazzi completamente nudi vennero presto vendute con successo in tutta Europa.
All'interno di questo ambiente avvenne lo scandalo concernente il magnate tedesco dell'acciaio Friedrich Alfred Krupp. Krupp, erede di una delle più importanti famiglie d'imprenditori industriali dell'allora Impero tedesco, era abituato a trascorrere lunghi periodi a Capri, dove si dilettava nella sua passione impegnandosi nell'Oceanografia lontano dal controllo dell'anziano ma severo padre e soprattutto di sua moglie; qui poteva godere dell'amicizia con i giovani locali. Mentre le autorità fingevano di guardare dall'altra parte, grazie anche alla generosità di Krupp, alcuni giornali italiani nei primi mesi del 1902 minacciarono di pubblicare alcune foto scandalose. Le informazioni trasmesse dall'Italiano ai giornali tedeschi non fecero che aumentare le rivelazioni scandalose. Krupp si tolse infine la vita il 22 novembre 1902 e successivamente si operò per tenere accuratamente nascosto lo scandalo sopravvenuto.
Questo guardare altrove ed il tener un occhio di riguardo per gli stranieri "eccentrici" non può essere considerato un segno di generosità dei costumi; il fatto che non vi furono mai leggi espressamente contro l'omosessualità è dovuto al fatto che non si volesse considerare il "vizio infame" tanto diffuso da richiedere apposite disposizioni, ma anche perché si preferiva nascondere il delitto e non "estenderne" la portata: ciò mancò di produrre un aumento progressivo nello sviluppo della coscienza o identità omosessuale, generando altresì una cultura che tollerava l'ipocrisia pratica e non legalmente perseguita a condizione di una dissimulazione vergognosa.
Questo atteggiamento è stato chiamato "tolleranza repressiva". Gli omosessuali dovevano pertanto comunicare molto discretamente e cercando il contatto con gli altri tramite codici di riconoscimento. Anche se il colore verde era ancora in uso, come indicato nel garofano verde che indossava sempre Oscar Wilde all'occhiello, a partire dal primo decennio del XIX secolo iniziò a diffondersi anche il rosso come modalità per riconoscersi tra omosessuali; soprattutto cravatte e sciarpe rosse erano indicazioni che chi le indossava poteva essere omosessuale; è stato sempre in questi stessi anni che anche il colore rosa cominciò ad essere utilizzato dagli omosessuali.
Tuttavia, un artista conosciuto ed apprezzato come Tommaso Sgricci, il cui talento per l'improvvisazione poetica fece di lui quasi una specie di eroe nazionale, sotto la protezione del Granduca di Toscana poté mostrare abbastanza apertamente la sua omosessualità al prezzo però di diventare oggetto di burle e prese in giro, a cui poteva anche rispondere senza conseguenze serie. In ogni caso la polizia continuò a monitorarne le attività e sorvegliarlo da vicino.
Naturalmente, gli scandali legati all'omosessualità, quando l'atto veniva alla luce, produceva un grande effetto e vasto impatto nel pubblico. Nel 1902 vi fu un'accusa infondata rivolta contro un insegnante dell'istituto Vinanti di Vicenza, una delle poche istituzioni educative laiche della città, di aver commesso "oscenità indicibili" con i bambini. Anche se venne presto dimostrato che l'accusa era falsa e che il proprietario della scuola, un certo Vinanti di Bassano del Grappa, ebbe la prontezza di destituire immediatamente l'insegnante, le autorità scolastiche chiusero con la motivazione di una mancanza di controllo della scuola e la possibilità che un simile evento potrebbe verificarsi ancora. Infine, dopo molte e contraddittorie ordinanze, discussioni e scontri ideologici, si decise di trasferire la gestione dell'istituto in altre mani e di nominare un comitato di sorveglianza composto da tre cittadini.
Nel 1908 a Bologna si venne a scoprire che un gruppo di messaggeri del telegrafo, oltre a compiere il loro lavoro ufficiale fornivano messaggi in cui offrivano i loro corpi per emolumenti, sia a cavalieri che a dame, il tutto al miglior offerente. Non vi erano prove in quanto non vi era alcun reato e quelli che non furono accusati di altri reati dovettero essere prontamente riammessi al ministero delle poste e dei telegrafi.
Anche il corpo dei vigili del fuoco di Milano venne coinvolto in uno scandalo nel 1909, il cosiddetto "Scandalo dei pompieri"; si tratta forse di uno dei più grandi e di più vasta portata del tempo e che condusse alle dimissioni dello stesso sindaco di Milano, il marchese Ettore Ponti, oltre che ad un duello al Fioretto di due avvocati. Sembra che un certo numero di uomini passassero abitualmente attraverso la stazione dei pompieri di Milano col solo intento di avere rapporti sessuali con i vigili del fuoco ed il fatto giunse all'attenzione della stampa. Quindici vigili del fuoco vennero infine sospesi, ma evitando di andare oltre nelle indagini in quanto erano coinvolti personalità importanti e uomini ricchi della città.

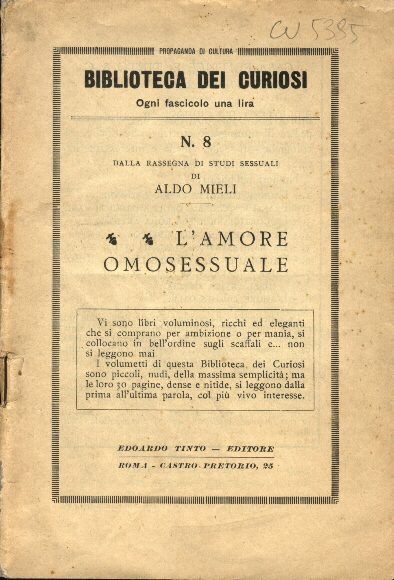
Il pamphlet intitolato L'amore omosessuale (1925 circa) di Aldo Mieli.

Nel Regno d'Italia il primo movimento omosessuale si ridusse alla rivista "Rassegna di studi sessuali" e la "Società italiana per lo studio delle questioni sessuali" il cui fondatore è in entrambi i casi Aldo Mieli; sotto sua la direzione tra il 1921-1928, la rivista stampata ebbe a dare contributi significativi sull'omosessualità, tra cui alcuni elementi tratti dagli studi condotti in terra tedesca da Magnus Hirschfeld. Mieli ebbe inoltre l'occasione di partecipare nel 1921 al "Congresso Internazionale per la riforma sessuale" organizzato dall'Institut für Sexualwissenschaft. Nonostante riuscisse a farsi pubblicare nel 1922 un vero e proprio manifesto propugnante un'alleanza di omosessuali, quello stesso anno Benito Mussolini assunse il potere a seguito della Marcia su Roma e Mieli venne presto dichiarato un "pericoloso socialista e pederasta passivo." Mieli fu costretto a fuggire in Francia e poi in Argentina prima di essere fermato.

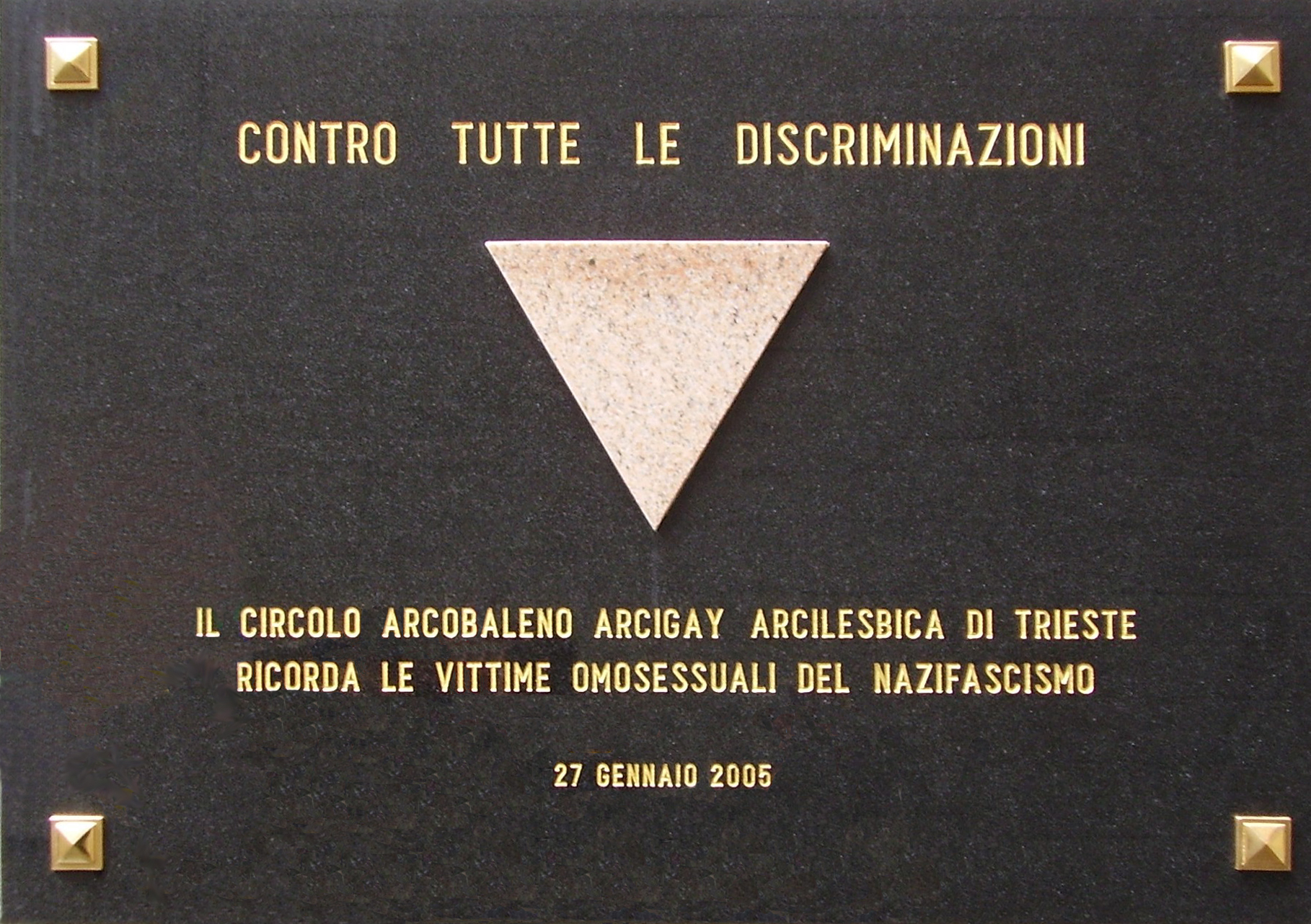
Grazie all'iniziativa promossa da Arcigay, nel gennaio del 2005 è stata collocata una lapide per ricordare la persecuzione degli omosessuali italiani nella Risiera di San Sabba, il punto principale da cui gli Ebrei ed altri prigionieri furono deportati nei campi di concentramento e di sterminio. Esiste anche una placca alla memoria inaugurata a Bologna nel 1990.

## Fascismo e seconda guerra mondiale
Anche dopo la salita al potere di Mussolini nel mese di ottobre 1922, non furono introdotte disposizioni esplicite che condannassero l'omosessualità, ma la società è rimasta comunque profondamente omofoba. Anche dopo l'introduzione di un nuovo codice penale nel 1930 così come lo voleva lo stato fascista, denominato "Codice Rocco" l'omosessualità è rimasta legale, anche se erano inizialmente nel progetto previste sanzioni.
L'idea primaria era quella di non "pubblicizzare l'omosessualità" con una legge specifica che ne riconoscesse l'esistenza, oltre al fatto che il regime fascista ebbe a più riprese modi di affermare che "gli italiani sono un popolo troppo virile perché ci possano essere degli omosessuali", la qual cosa era considerata più che altro un "vizio" caratteristico presente nella storia inglese o tedesca. Solo nei casi in cui vi furono anche delle aggravanti ci sono stati dei condannati: l'uso della violenza o della minaccia, lo sfruttamento di minori sotto i 14 anni e le relazioni violente, l'abuso sessuale da parte di familiari o tutori di adolescenti affetti da disabilità fino a 16 anni. Erano anche penalmente perseguibili l'illegale abuso di potere, il pubblico scandalo e la prostituzione maschile.
Agli inizi del 1930 cominciarono ad aumentare le pressioni contro coloro che erano definiti, a seconda della regione, froci, finocchi, ricchioni o culattoni. Il 18 giugno 1931 venne pubblicato il regio decreto num. 773 che autorizzavano "misure di pulizia" contro coloro che mettono in pericolo la morale pubblica e il buon costume; questo è un esempio di legge utilizzata anche contro gli omosessuali considerati "asociali" e "fomentatori di pubblico scandalo" pur senza nominarli esplicitamente. La polizia è sempre stata molto discreta nelle sue azioni, ma sono stati successivamente pure condotte retate in quelli che si conoscevano come esser luoghi di incontro gay. Le vittime potevano quindi facilmente subire percosse, perquisizioni ed arresti, la confisca dei beni personali, oltre a misure di stretta sorveglianza e tutti i tipi di molestie.
Coloro che sono stati condannati dal tribunale con il decreto 773 erano sottoposti anche al pericolo di essere deportati in una colonia penale, sulle isole al largo della costa italiana o nelle zone di montagna, per un periodo variabile tra uno e cinque anni. La pena inflitta era quella imposta per due tipi di reati: da una parte i confinati comuni, ossia uomini che erano noti alla polizia come abituali praticanti di sesso anale, dall'altra i confinati politici, quelli cioè in cui sussisteva anche un "rischio politico", spesso ai sensi delle leggi razziali fasciste approvate nel 1938. La sentenza finale non veniva presa dal giudice, ma dall'amministrazione provinciale responsabile.
Sebbene questo capitolo della storia italiana non sia stato ancora studiato a fondo, sono noti almeno 300 casi di confinati comuni, 196 dei quali sono stati poi deportati nell'isola di Favignana e a Ustica; altro luogo utilizzato per il confino fu San Domino nell'arcipelago delle Tremiti. Provenivano da quasi tutte le principali città italiane, la maggior parte da Venezia (38) e Roma (35). A questi bisogna aggiungere come detto i confinati politici, circa 88 nel decennio 1931-1941, mettendo in evidenza il numero di cittadini di Catania, ben 42, a causa di un giudice molto severo nella sua interpretazione della legge. Le colonie di punizione di Ustica e Favignana sono state sciolte verso la fine del 1942, all'avvicinarsi delle truppe americane, e coloro che avevano scontato almeno due terzi della pena sono stati rilasciati, ma sempre sotto la stretta sorveglianza della polizia.
C'è stato infine anche un tentativo di criminalizzare l'omosessualità durante la Repubblica Sociale Italiana (1943-1945) nell'Italia settentrionale, ma ciò non è riuscito.

## Dal 1945 ad oggi

### Post 1945
Dopo la guerra, la situazione degli omosessuali non è cambiata e la "tolleranza repressiva" è rimasta la regola maggioritaria. Nel corso degli anni '50 quelle voci ancora isolate che chiedevano l'accettazione per gli omosessuali sono state messe a tacere dalla maggior parte dei medici e soprattutto dai nuovi esperti di sessuologia che consideravano l'omosessualità un disturbo o una malattia, raccomandando l'attività sportiva od incontri salutari con prostitute, oltre alla terapia dell'elettroshock in qualità di "cura" per l'omosessualità.
Durante i primi anni '60 ci sono stati alcuni tentativi di legiferare contro l'omosessualità, pur vietando qualsiasi discorso in suo favore, ma non hanno avuto successo proprio a causa della prevalenza della cosiddetta tolleranza repressiva. Vi erano purtuttavia delle eccezioni, tra cui il più importante scandalo del dopoguerra detto dei Balletti verdi; lo scandalo è emerso alla luce della cronaca nel 1960 quando si è scoperto che erano state eseguite feste gay a Castel Mella in Lombardia coinvolgenti minorenni (giovani tra i 18 e i 21 anni, quando la maggiore età era ancora posta a 21 anni).
Lo scandalo ebbe modo di accrescersi attraverso rivelazioni spettacolari di sesso sfrenato e orge, traffico di stupefacenti e convolegente membri della gioventù svizzera, per diffondersi presto anche in altre città italiane, ove si sosteneva di aver scoperto organizzazioni simili; molte delle persone che avevano presumibilmente partecipato furono fermate. Venne interrogato anche Giò Staiano, non perché avesse partecipato ai festeggiamenti, ma molto semplicemente per essere l'unico omosessuale riconosciuto in Italia.
La sinistra politica del paese colse al balzo l'occasione per caratterizzare l'omosessualità come un "vizio borghese" ed attaccare la Chiesa; partiti di minoranza come il Movimento Sociale Italiano - Destra Nazionale e il Partito Socialdemocratico Italiano hanno cercato di introdurre leggi specifiche contro l'omosessualità, ma non vi sono riusciti. Infine il caso è stato chiuso nel 1964 con la sentenza assolutoria per tutti gli imputati ad eccezione di una persona condannata per favoreggiamento della prostituzione: le conseguenze per le persone coinvolte sono state terribili, tre delle quali si suicidarono e molte persero il lavoro.
Un altro scandalo scoppiò in quello stesso 1964 con il "caso Braibanti", in cui i genitori dell'amante dell'uomo lo accusarono di manipolare mentalmente il proprio figlio con l'intenzione di trasformarlo in omosessuale. Il cosiddetto reato di plagio era un crimine introdotto all'epoca di Mussolini e che perseguiva il "lavaggio del cervello" ad opera di terzi il quale venne utilizzato - durante gli anni della sua validità - in quest'unico caso. Giovanni, il giovane amante ventitreenne di Aldo Braibanti (un professore di filosofia), fu condotto in una clinica psichiatrica di Verona dove fu costretto a subire una terapia di conversione attraverso elettroshock per un periodo di 15 mesi per poi essere costretto a vivere a casa assieme ai genitori.
Nella sentenza del 1968 Braibanti fu condannato a 9 anni di carcerazione, che furono poi ridotti a 6 e infine a 4. A differenza dello scandalo precedente, il caso fu manipolato dai conservatori per dimostrare la perversione della sinistra, i cui valori sostenevano essere atti a corrompere i giovani e l'istituzione della famiglia tradizionale, in quanto Braibanti era comunista oltre a essere stato partigiano.

### Il cambiamento dopo il 1969
Ispirato da Massimo Consoli (1945-2007) e dal suo "Manifesto per la Rivoluzione Morale: l'omosessualità Rivoluzionaria" stilato nel 1969 ed edito per la prima volta ad Amsterdam, nel 1971 venne costituita la prima organizzazione omosessuale in Italia; si tratta del Fuori!, ossia il "Fronte Unitario Omosessuale Rivoluzionario Italiano!", un acronimo che in italiano viene anche a significare "uscire fuori (fare coming out)".
Nel 1974 l'associazione si allea politicamente con il Partito Radicale, il che permise al suo leader Angelo Pezzana di essere eletto in qualità di primo membro gay del parlamento italiano per una settimana nel febbraio 1979, ma non è mai venuto ad occupare il suo seggio essendosi dimesso prima. Molti membri hanno poco dopo scelto di abbandonare l'organizzazione, preferendo aderire al movimento del Settantasette.
Nel frattempo, il 5 aprile 1972, il Centro Italiano di Sessuologia aveva organizzato il proprio convegno nazionale al Casinò di Sanremo, continuando a descrivere l'omosessualità come devianza, secondo un punto di vista ancora diffuso all'epoca. L'evento provocò la prima manifestazione di genere in Italia, organizzata dalla comunità gay con la partecipazione di attivisti provenienti dall'estero.
Uno degli attivisti più importanti a lasciare il Fuori! fu il marxista Mario Mieli (1952-1983), che avrebbe poi contribuito a formare i "Collettivi omosessuali milanesi". Alcuni partiti di sinistra italiani, tra cui il Partito Comunista d'Italia, hanno aperto alle rivendicazioni LGBT durante la decade 1980-1989 (anche a seguito dei casi di cronaca nera riguardanti l'omicidio di Pasolini e il delitto di Giarre), mentre il collettivo della sinistra culturale ARCI è stato all'origine dell'Arcigay a Palermo, la prima associazione gay in Italia, la quale sarebbe poi diventata la principale organizzazione gay nel paese, con sede a Bologna. Durante gli anni '80 la domanda principale di sostegno era rivolta alla lotta contro l'AIDS e a campagne specifiche riguardanti gli omosessuali, rompendo il tabù sull'uso del preservativo. Nel 1982 è stata fondata la rivista Babilonia, il magazine LGBT di più lunga durata della storia letteraria italiana, chiuso definitivamente solo nel 2009. Nello stesso anno l'Italia divenne il terzo paese al mondo a consentire, con la legge 164/82, il cambio di sesso per le persone transessuali.
Nel 1990, il movimento di liberazione omosessuale in Italia si era frammentato, anche se Arcigay è rimasta la principale organizzazione nazionale. Nel 1997 venne fondata GayLib, più incline a partire da posizioni di destra nelle sue rivendicazioni dei diritti LGBT, poi "Antagonismo Gay" di metodi più radicali o l'organizzazione lesbica "Fuoricampo". Alla fine del decennio, nel 1999, è stata invece fondata la rivista intitolata Pride e attiva a tutt'oggi.
Le destinazioni turistiche per gay e lesbiche, oltre a centri turistici generali nelle città italiane, sono le aree costiere di Taormina, Catania, Amalfi, Viareggio e Torre del Lago, Gallipoli.

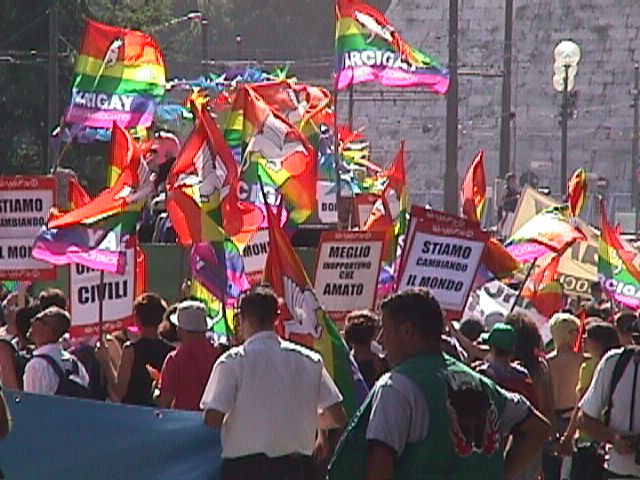
Bandiere dell'Arcigay durante il World gay Pride di Roma a piazzale Ostiense.

### XXI secolo
Nel XXI secolo, si è anche iniziato ad avere una notevole presenza di omosessuali e attivisti nel campo dei mass media e tra le classi politiche. I principali di questi sono:
- Franco Grillini, cofondatore e uno dei leader principali di Arcigay, fondatore dell'agenzia di stampa NOI ("Notizie Omosessuali Italiane") e membro del Parlamento tra il 2001 e il 2008.
- Paola Concia, parlamentare del Partito Democratico  a partire dal 2008, è stata l'unica deputata a dichiararsi apertamente gay nel 2011[21].
- Titti De Simone, giornalista, è stata deputata tra il 2001-2008.
- Nichi Vendola, dal 2005 presidente della regione Puglia, è stato deputato tra il 1992-2005; È presidente del partito Sinistra Ecologia Libertà (SEL)[21]. Vendola è a favore del matrimonio omosessuale e dell'adozione da parte di coppie dello stesso sesso di minori[37][38].
- Vladimir Luxuria, attivista a favore dei diritti delle persone transgender che è stata deputata nel 2006-2008; è stata anche vincitrice della versione italiana del reality show denominato L'isola dei famosi nel 2008 (vedi L'isola dei famosi - 6ª edizione).
- Ivan Scalfarotto, politico italiano.
- Paolo Patanè, direttore di Arcigay.
- Aurelio Mancuso, ex direttore di Arcigay e attuale capo di "Equality Italia", che si propone di diventare il primo gruppo di pressione per i diritti civili LGBT d'Italia.
- Rosario Crocetta, presidente della regione Sicilia dal 2012 al 2017.
- Alessandro Zan il 3 agosto 2020 ha presentato una proposta di legge contro ogni forma di discriminazione dovuta all'orientamento sessuale e all'identità di genere.

Dall’11 maggio del 2016 le coppie omosessuali in Italia possono accedere alle unioni civili, che danno loro tutti i diritti e i doveri del matrimonio tranne l’adozione.

## Cultura

### Letteratura
I vari autori gay italiani nella prima metà del XX secolo, tra i quali si sono contati Umberto Saba, Carlo Emilio Gadda, Mario Soldati e Piero Santi, preferivano che l'omosessualità rimanesse una questione privata e che non si riflettesse eccessivamente nelle loro opere, anche se era ben presente in esse. Chi ha osato affrontare troppo apertamente l'argomento si è veduto sottoposto a ferrea censura e nella stragrande maggioranza dei casi gli scritti a più forte contenuto omosessuale non sono mai stati predisposti per la pubblicazione in vita: casi emblematici quelli di Ernesto e Amado mio.
Alcuni esempi sono quelli riguardanti Aldo Palazzeschi il quale dopo la pubblicazione nel 1908 di :Riflessi, il libro è stato successivamente ristampato sotto il titolo di Allegoria di novembre ammorbidendo in gran parte il forte contenuto omosessuale; mentre il suo lavoro intitolato Interrogatorio della contessa Maria è stato pubblicato soltanto quattordici anni dopo la sua morte avvenuta nel 1988. Giovanni Comisso ha scritto nel 1930 Gioco d'infanzia, ma pubblicato in versione ridotta solo nel 1965, mentre la versione completa è stata scoperta nel 1994. Il romanzo I neoplatonici del patriota Luigi Settembrini è stato travestito da traduzione dalla lingua greca antica e scritto nel corso del XIX secolo ma pubblicato per la prima volta solamente nel 1977.
Subito dopo la seconda guerra mondiale, l'omosessualità è poco menzionata nella letteratura - tra i pochi che si azzardano a farlo vi sono Vasco Pratolini e Alberto Moravia (con Agostino del 1944) - ma sempre in un quadro di rappresentazione fortemente stereotipata: l'omosessuale è difatti il corruttore, il cultore della pederastia, l'osceno, malvagio, effeminato o malato. Agli anni '50 datano le prime opere di autori come Pier Paolo Pasolini, Giuseppe Patroni Griffi, Giovanni Testori o Alberto Arbasino, la cui omosessualità è ampiamente nota, che via via si allontanano poco per volta dagli stereotipi LGBT dell'omosessuale malato, marginale e solitario.
L'unica eccezione in questo scenario ancora generalmente negativo si stagliano le poesie di Sandro Penna, la cui intera opera in versi e prosa è un unico canto spiegato a favore dell'amore per i "fanciulli". Ad esemplificare la visione ancora del tutto negativa presente all'interno della società civile basta citare il problema causato dallo scandalo dei testi con tematiche omosessuali, che sono stati spesso gli obiettivi della censura giudiziaria, come è avvenuto col processo intentato a Ragazzi di vita di Pasolini nel 1955. Giò Stajano pubblicò nel 1959 Roma capovolta, definita da un giornalista come "il manifesto di coloro che lo sono"; l'opera venne immediatamente vietata.
Si è dovuto attendere almeno fino al 1970 per veder parzialmente cambiare questo stato di cose, con un aumento nella pubblicazione di opere di contenuto omosessuale, grazie anche al nuovo movimento di liberazione omosessuale. Nei primissimi anni '80 Pier Vittorio Tondelli con Altri libertini (1980, sottoposto inizialmente a sequestro giudiziario per "oscenità") e di Pao Pao (1982) ha segnato una nuova svolta nel modo di rappresentare l'omosessualità. Anche Aldo Busi, che irrompe sulla scena letteraria con Seminario sulla gioventù (1984), impiega l'omosessualità come arma sovversiva. A partire da loro e rompendo con il passato, superato il tabù costituito anche solo dal nominare la parola "omosessuale", numerosi autori hanno iniziato ad affrontarla apertamente nelle proprie opere, pur respingendo l'etichetta di "scrittori gay", cercando invece di presentare solo una visione più completa del mondo. Tra questi citiamo Walter Siti, Mario Fortunato, Matteo B. Bianchi, Gianni Farinetti, Alessandro Golinelli e Marco Lanzol.
Uno dei primi romanzi a contenuti lesbici in Italia è stato Il Passaggio (1919) di Sibilla Aleramo, che rappresenta il suo rapporto d'amore con Lina Poletti la quale rimase la sua amante per circa un anno. Un secondo libro della Aleramo, Andando e stando (1921), descrive la scena lesbica di Parigi e il salotto di Natalie Clifford Barney. La letteratura lesbica non ha definitivamente rotto con il suo silenzio secolare fino agli anni '90 e possono a tal proposito essere evidenziati casi riguardanti i romanzi Lei così amata (2000) di Melania Mazzucco, Il matrimonio di Maria (1998) di Rossana Campo, Luminal (1998) di Isabella Santacroce, Benzina (1998) di Elena Stancanelli, l'opera di saggistica Io ho una bella figlia (1998) di Daniella Dana e il lavoro collettivo M@iling desider (1999).

### Cinema
Due dei più importanti registi del cinema italiano erano omosessuali o bisessuali: Luchino Visconti e Pier Paolo Pasolini. Visconti, un regista apertamente bisessuale, è stato uno dei fondatori del neorealismo italiano, che si sarebbe però evoluto in seguito verso un cinema più stilizzato e decisamente personale, con una frequente presenza di personaggi omosessuali e di una forte atmosfera di omoerotismo.
Il suo primo film con "tinte gay" è stato Ossessione del 1943, in cui viene presentata velatamente l'intensa amicizia tra due personaggi maschili come una relazione d'amore. Altri titoli di Visconti con elementi omosessuali sono stati Rocco e i suoi fratelli (1960 ed ispirato al romanzo "Il ponte della Ghisolfa" di Giovanni Testori) con la partecipazione nel ruolo di protagonista del giovanissimo Alain Delon o il più esplicito La caduta degli dei (1969, con Dirk Bogarde e Helmut Berger), ove viene fatta una ricostruzione della notte dei lunghi coltelli in cui trovò la morte l'intero vertice omosessuale delle SA (vedi anche la Storia dell'omosessualità in Germania).
Ma senza dubbio il suo film più emblematico in questo senso è Morte a Venezia (1971), adattamento cinematografico del romanzo omonimo dello scrittore bisessuale tedesco nonché Premio Nobel per la letteratura nel 1929 Thomas Mann, in cui un compositore di mezza età - ispirato sembra a Gustav Mahler - rimane ossessionato dalla bellezza e perfezione fisica di un ragazzo appena adolescente veduto al Lido di Venezia e finendo per innamorandosene perdutamente.
La rappresentazione dell'omosessualità è stata decisiva anche nei film di Pasolini, che l'ha utilizzata soprattutto in forma politica e presentandola in contrasto con la scelta di vita borghese. Nelle sue parole, egli concepì il suo film Teorema (1968) - in cui tutti i membri di una famiglia dell'alta borghesia (moglie, figlia, figlio e marito) finiscono con l'intrattenere un rapporto sessuale con il misterioso ospite interpretato da Terence Stamp - come "una storia religiosa, una raffigurazione o epifania della divinità che giunge in una famiglia borghese; bello, giovane, affascinante, un angelo e/o demone".
Nella sua Trilogia della vita, composta da Il Decameron (1971), I racconti di Canterbury (1972) e Il fiore delle Mille e una notte (1974) e adattata ai testi classici di Giovanni Boccaccio, Geoffrey Chaucer e della tradizione letteraria araba delle Mille e una notte, lascia temporaneamente da parte la politica più esplicita.
Nell'ultima e maggiormente controversa tra le sue opere, il film Salò o le 120 giornate di Sodoma (1976), uscito nelle sale due mesi dopo la sua morte violenta, volle fondere l'Italia fascista mussoliniana della Repubblica di Salò con la filosofia prefigurata nelle opere e poetica del Marchese de Sade, nel tentativo di mostrare il fascismo e l'oppressione del corpo fisico per mezzo dell'erotismo attraverso scene di stupro, umiliazione erotica, coprofagia e tortura.
Se Visconti e Pasolini hanno fatto dell'omosessualità una parte importante del loro discorso, altri registi "gay friendly" come Franco Zeffirelli o Bernardo Bertolucci sono stati invece meno espliciti citandola molto poco frequentemente. Nella filmografia di Bertolucci, il suo film che spicca come più apertamente gay è Il conformista (1970, tratto dal romanzo omonimo di Alberto Moravia), in cui durante l'epoca del regime fascista fondato da Benito Mussolini un uomo gay rinuncia alla sua sessualità sposando una donna e fornendo la propria adesione al Partito Nazionale Fascista, con l'intento di farsi passare per eterosessuale.
Impostato nello stesso periodo della storia italiana è anche Una giornata particolare di Ettore Scola (1977) in cui si mostra l'amicizia tra Sophia Loren, sposata con un membro del partito fascista autoritario e ricolmo di fanatismo, ed un omosessuale interpretato da Marcello Mastroianni, che rappresenta l'esatto contrario del marito.

### Musica
Il più conosciuto musicista italiano appartenente alla comunità queer è Tiziano Ferro. Cantautore di fama anche internazionale, egli fece coming out nel 2010 e nel 2019 si unì civilmente a Victor Allen, sposato precedentemente a Los Angeles. Nel 2022 annunciò di essere diventato padre di due figli.
Il tema dell'omosessualità si può notare chiaramente nella canzone "Buona (Cattiva) Sorte" dove è presente il testo: "Ci rinnegano, ci lapidano, e noi, con quelle pietre, costruiremo una parete", probabilmente a indicare l'atteggiamento della società verso l'amore omosessuale tra lui e il suo compagno.